# Gerhard Scheumann
Gerhard Scheumann (Ortelsburg, Prússia Oriental, 25 de desembre de 1930 - Berlín, 30 de maig de 1998) va ser, juntament amb Walter Heynowski, un dels documentalistes més famosos de la República Democràtica Alemanya.

## Biografia
Del 1941 al 1945, Scheumann va assistir a l'Institut Nacional d'Educació Política de Stuhm, a la Prússia Occidental. El 1945 va fugir a Nordhausen, on es va graduar de l'escola secundària. El 1949 va ingressar al SED. Després de fer pràctiques al diari Thüringer Volk, va treballar entre 1950 i 1953 com a editor al Berliner Rundfunk. De 1953 a 1955 va ensenyar a la Universitat Tècnica de Radiodifusió de Weimar. Del 1956 al 1962 va ser cap de l'equip editorial de cultura i ciències de Deutschlandsender. Des de 1962 va treballar al Deutscher Fernsehfunk. El 1963 va desenvolupar el programa Prisma (una revista de política interna sobre problemes de la RDA) i el va moderar fins al 1965.
Des del 1965 Scheumann va treballar amb Walter Heynowski. Juntament amb Heynowski, va fundar l'estudi independent de la Deutsche Film AG el 1969. Als anys seixanta i setanta, l'equip de cinema va tractar tres grans qüestions: Vietnam, Xile sota la dictadura de Pinochet i Kampuchea. Després que Scheumann pronunciés un discurs crític sobre la "política mediàtica del SED" abans del IV Congrés de l'Associació de Creadors de Cinema i Televisió de la RDA, que va tenir lloc del 15 al 17 de setembre de 1982, l'estudi va ser tancat. Heynowski i Scheumann van tornar a DEFA. Al mateix temps, als dos autors també se'ls va prohibir l'ús del seu logotip "H&S".
Scheumann i Heynowski van continuar treballant sota el paraigua de l'estudi DEFA del 1983 al 1991, enfrontant-se a problemes com la fugida de bona part de l'equip a Europa Occidental. A partir de 1986 les seves produccions van tornar a portar el logotip "Werkstatt H & S". Van fer catorze pel·lícules amb aquest nom. El 1991 el taller també es va tancar en el curs de la dissolució de DEFA.
A Kamerad Krüger, van retratar a l'antic Schutzstaffel Sturmbannführer Walter Krüger, que vivia a la República Federal, i van mostrar el atractiu que encara tenen les idees nacionalsocialistes. També va tractar aquest tema a les pel·lícules Die Lüge und der Tod (La mentida i la mort, 1988), en què, amb l'ajut de Stephan Hermlin, tematitzava la propaganda nazi sobre la deportació de jueus a Alemanya i Der Mann an der Rampe (1989). Aquí van trobar l'home que va organitzar el trànsit de trens a Auschwitz i que ara vivia tranquil·lament a la República Federal.
Del 1967 al 1988 Scheumann va ser membre de la junta directiva de l'Associació de Treballadors de Cinema i Televisió de la RDA, del 1969 al 1991 membre de l'Acadèmia de les Arts i del 1983 al 1990 membre de l'Associació d'Escriptors de la RDA. El 1989 Scheumann va rebre el títol de professor. El 1980 i el 1989 va rebre un premi nacional de la primera classe d'art i literatura de la RDA.
Gerhard Scheumann va morir de càncer a Berlín el maig de 1998 a l'edat de 67 anys.

## Filmografia
- 1966: Der lachende Mann
- 1968: Piloten im Pyjama (4 episodise)
- 1969: Der Präsident im Exil (polèmica sobre Walter Becher)
- 1970: Der Mann ohne Vergangenheit
- 1971: Bye-Bye Wheelus
- 1974: Yo he sido, yo soy, yo seré
- 1974: Bürger meines Landes!
- 1974: Der Krieg der Mumien
- 1974: Ich war, ich bin, ich werde sein
- 1975: Der weiße Putsch
- 1975: Eine Minute Dunkel macht uns nicht blind
- 1976: Die Teufelsinsel
- 1977: Die eiserne Festung / Vietnam 4 – Die eiserne Festung
- 1978: Psalm 18
- 1978: Die Toten schweigen nicht
- 1978: Im Feuer bestanden
- 1979: Phoenix
- 1980: Kampuchea – Sterben und Auferstehen
- 1981: Die Angkar
- 1986: Die Generale (über die Generale für den Frieden)
- 1989: Kamerad Krüger
- 1989: Die Dritte Haut